# Malaysia Open 2006
Die Malaysia Open 2006 im Badminton fanden vom 13. bis zum 18. Juni 2006 in Kuching statt. Das Preisgeld betrug 125.000 Dollar.

## Sieger und Platzierte
| Disziplin    | Gold                          | Silber                          | Bronze                         |
| ------------ | ----------------------------- | ------------------------------- | ------------------------------ |
| Herreneinzel | Lee Chong Wei                 | Lin Dan                         | Chen Jin                       |
| Herreneinzel | Lee Chong Wei                 | Lin Dan                         | Lee Hyun-il                    |
| Dameneinzel  | Zhang Ning                    | Tracey Hallam                   | Wang Chen                      |
| Dameneinzel  | Zhang Ning                    | Tracey Hallam                   | Xie Xingfang                   |
| Herrendoppel | Chan Chong Ming Koo Kien Keat | Lin Woon Fui Fairuzizuan Tazari | Choong Tan Fook Lee Wan Wah    |
| Herrendoppel | Chan Chong Ming Koo Kien Keat | Lin Woon Fui Fairuzizuan Tazari | Cai Yun Fu Haifeng             |
| Damendoppel  | Gao Ling Huang Sui            | Du Jing Yu Yang                 | Pan Pan Tian Qing              |
| Damendoppel  | Gao Ling Huang Sui            | Du Jing Yu Yang                 | Lee Hyo-jung Lee Kyung-won     |
| Mixed        | Zhang Jun Gao Ling            | Jonas Rasmussen Britta Andersen | Jens Eriksen Mette Schjoldager |
| Mixed        | Zhang Jun Gao Ling            | Jonas Rasmussen Britta Andersen | Anggun Nugroho Vita Marissa    |

## Finalergebnisse
| Disziplin    | Sieger                        | Finalist                        | Ergebnis            |
| ------------ | ----------------------------- | ------------------------------- | ------------------- |
| Herreneinzel | Lee Chong Wei                 | Lin Dan                         | 21-18, 18-21, 23-21 |
| Dameneinzel  | Zhang Ning                    | Tracey Hallam                   | 21-12, 21-13        |
| Herrendoppel | Chan Chong Ming Koo Kien Keat | Fairuzizuan Tazari Lin Woon Fui | 14-21, 21-11, 21-17 |
| Damendoppel  | Gao Ling Huang Sui            | Du Jing Yu Yang                 | 9-21, 21-16, 21-17  |
| Mixed        | Zhang Jun Gao Ling            | Jonas Rasmussen Britta Andersen | 19-21, 21-14, 21-15 |

## Ergebnisse

### Herreneinzel
- Lin Dan –  Mohd Hazwan Jamaluddin: 21-15 / 21-19
- Yeoh Kay Bin –  Anand Pawar: 13-21 / 21-15 / 21-14
- Mark Lewis –  Ung Siong Nguang: 21-14 / 21-12
- Kenn Lim –  Li Qun Chong: 21-11 / 21-15
- Rohan Castelino –  Chen Wet Lim: 19-21 / 21-18 / 21-19
- Chan Yan Kit –  Lee Cheol-ho: 16-21 / 21-16 / 21-13
- Björn Joppien –  Bo Rafn: 21-12 / 21-11
- Roslin Hashim –  Mohd Hazif Bin Shaharuddin: 21-9 / 21-10
- Peter Gade –  Tommy Sugiarto: 21-17 / 21-10
- Hwang Jung-woon –  Pei Wee Chung: 21-13 / 18-21 / 21-16
- Dicky Palyama –  Hang Hui Lay: 21-8 / 21-7
- Poompat Sapkulchananart –  Azrihanif Azahar: 21-18 / 21-12
- Chen Jin –  Erwin Kehlhoffner: 21-11 / 21-12
- Sairul Amar Ayob –  J. B. S. Vidyadhar: 22-20 / 21-17
- Phillis Gordon –  Daren Liew: 21-16 / 17-21 / 21-16
- Roman Spitko –  Hock Lai Lee: 21-12 / 21-10
- Kuan Beng Hong –  Zhu Weilun: 21-15 / 21-18
- Arvind Bhat –  James Chua: 25-27 / 22-20 / 21-14
- Kenneth Jonassen –  Leon Hew: 21-9 / 21-6
- Jeffer Rosobin –  Lee Tsuen Seng: 21-17 / 15-21 / 22-20
- Ng Wei –  Nicholas Kidd: 21-10 / 18-21 / 21-18
- Mohd Nazree Latifi –  Scott Evans: 21-15 / 21-17
- Lee Hyun-il –  Jürgen Koch: 21-15 / 21-16
- Khrishnan Yogendran –  Kashyap Parupalli: 21-14 / 21-17
- Boonsak Ponsana –  Chong Wei Feng: 21-12 / 21-8
- Tan Chun Seang –  Rajiv Ouseph: 21-19 / 19-21 / 21-11
- Chen Hong –  Kasper Ødum: 21-13 / 21-13
- Law Yew Thien –  Marcus Jansson: 21-17 / 21-13
- Eric Pang –  Ismail Saman: 21-19 / 16-21 / 21-8
- Anup Sridhar –  Jean-Michel Lefort: 22-20 / 21-11
- Lee Chong Wei –  Mohd Shafiq Jamaluddin: 21-9 / 21-14
- Andrew Smith –  Muhammad Hafiz Hashim: w.o.
- Lin Dan –  Yeoh Kay Bin: 21-12 / 21-17
- Mark Lewis –  Kenn Lim: 21-16 / 17-21 / 21-10
- Chan Yan Kit –  Rohan Castelino: 21-15 / 21-12
- Roslin Hashim –  Björn Joppien: 21-6 / 21-16
- Peter Gade –  Hwang Jung-woon: 16-21 / 21-13 / 21-15
- Poompat Sapkulchananart –  Dicky Palyama: 22-20 / 21-17
- Chen Jin –  Sairul Amar Ayob: 21-19 / 21-18
- Andrew Smith –  Phillis Gordon: 21-14 / 21-10
- Roman Spitko –  Kuan Beng Hong: 21-18 / 21-10
- Arvind Bhat –  Kenneth Jonassen: 21-16 / 23-21
- Ng Wei –  Jeffer Rosobin: 21-18 / 21-18
- Lee Hyun-il –  Mohd Nazree Latifi: 21-9 / 21-17
- Boonsak Ponsana –  Khrishnan Yogendran: 22-20 / 21-16
- Chen Hong –  Tan Chun Seang: 21-16 / 21-19
- Eric Pang –  Law Yew Thien: 21-11 / 7-21 / 21-12
- Lee Chong Wei –  Anup Sridhar: 21-17 / 17-21 / 21-13
- Lin Dan –  Mark Lewis: 21-12 / 21-14
- Roslin Hashim –  Chan Yan Kit: 21-17 / 21-12
- Peter Gade –  Poompat Sapkulchananart: 21-15 / 21-16
- Chen Jin –  Andrew Smith: 21-6 / 21-10
- Roman Spitko –  Arvind Bhat: 21-14 / 21-17
- Lee Hyun-il –  Ng Wei: 21-9 / 21-10
- Boonsak Ponsana –  Chen Hong: 21-17 / 21-14
- Lee Chong Wei –  Eric Pang: 21-13 / 21-7
- Lin Dan –  Roslin Hashim: 21-14 / 20-22 / 21-11
- Chen Jin –  Peter Gade: 21-15 / 13-21 / 21-6
- Lee Hyun-il –  Roman Spitko: 21-9 / 21-12
- Lee Chong Wei –  Boonsak Ponsana: 21-16 / 21-18
- Lin Dan –  Chen Jin: 21-15 / 21-11
- Lee Chong Wei –  Lee Hyun-il: 15-21 / 21-12 / 21-6
- Lee Chong Wei –  Lin Dan: 21-18 / 18-21 / 23-21

### Dameneinzel
- Zhang Ning –  Hwang Hye-youn: 21-19 / 21-13
- Adriyanti Firdasari –  Nicole Grether: 21-8 / 21-16
- Yao Jie –  Saina Nehwal: 9-21 / 21-19 / 21-11
- Julia Wong Pei Xian –  Weny Rasidi: 21-12 / 21-11
- Wang Chen –  Petya Nedelcheva: 21-10 / 21-9
- Tine Baun –  Norshahliza Baharum: 21-4 / 21-12
- Jiang Yanjiao –  Salakjit Ponsana: 21-12 / 21-16
- Ella Diehl –  Charmaine Reid: 21-17 / 21-14
- Hussaini Yote Musa –  Soratja Chansrisukot: 21-17 / 21-12
- Tracey Hallam –  Veronika Liskova: 21-19 / 21-16
- Fransisca Ratnasari –  Jang Soo-young: 23-21 / 13-21 / 21-12
- Pi Hongyan –  Anita Raj Kaur: 21-14 / 21-13
- Lee Seung-ah –  Simone Prutsch: 21-15 / 21-12
- Sutheaswari Mudukasan –  Diana Dimova: 21-10 / 21-15
- Xie Xingfang –  Jun Jae-youn: 21-16 / 16-21 / 21-10
- Juliane Schenk –  Anne Marie Pedersen: w.o.
- Zhang Ning –  Adriyanti Firdasari: 21-9 / 21-17
- Yao Jie –  Julia Wong Pei Xian: 21-12 / 15-21 / 21-8
- Wang Chen –  Tine Baun: 13-21 / 21-19 / 21-14
- Jiang Yanjiao –  Ella Diehl: 21-6 / 21-18
- Tracey Hallam –  Hussaini Yote Musa: 21-15 / 19-21 / 21-9
- Pi Hongyan –  Fransisca Ratnasari: 21-17 / 22-20
- Lee Seung-ah –  Juliane Schenk: 17-21 / 21-19 / 21-16
- Xie Xingfang –  Sutheaswari Mudukasan: 23-21 / 23-21
- Zhang Ning –  Yao Jie: 21-16 / 21-17
- Wang Chen –  Jiang Yanjiao: 21-14 / 24-22
- Tracey Hallam –  Pi Hongyan: 21-18 / 21-15
- Xie Xingfang –  Lee Seung-ah: 21-15 / 21-6
- Zhang Ning –  Wang Chen: 21-16 / 21-11
- Tracey Hallam –  Xie Xingfang: 6-21 / 24-22 / 21-18
- Zhang Ning –  Tracey Hallam: 21-12 / 21-13

### Herrendoppel
- Mohd Razif Abdul Rahman /  Hiromu Sasaki –  Kasper Ødum /  Bo Rafn: 21-16 / 21-9
- Rupesh Kumar /  Sanave Thomas –  Roman Spitko /  Michael Fuchs: 21-12 / 21-19
- Kok Leong Au /  Hun Pin Chang –  Chin Chuan Jue /  Abdelhamid Sentissi: 21-18 / 21-13
- Choong Tan Fook /  Lee Wan Wah –  Ruben Gordown Khosadalina /  Aji Basuki Sindoro: 19-21 / 21-11 / 21-13
- Sun Junjie /  Xu Chen –  Erwin Kehlhoffner /  Thomas Quéré: 21-10 / 21-14
- Janat Chudiev /  Lee Yong-dae –  Ong Soon Hock /  Tan Bin Shen: 21-13 / 21-18
- Patapol Ngernsrisuk /  Sudket Prapakamol –  Hin Loke Tan /  Xiang Wei Vong: 21-6 / 21-13
- Tan Boon Heong /  Hoon Thien How –  Jonas Rasmussen /  Peter Steffensen: 21-17 / 15-21 / 21-19
- Chew Choon Eng /  Hong Chieng Hun –  Hendra Gunawan /  Joko Riyadi: 21-17 / 21-18
- Mihail Popov /  Svetoslav Stoyanov –  Restu Basuki Prasetyo /  Setia Atmaja Pribadi: 22-20 / 22-20
- Chan Chong Ming /  Koo Kien Keat –  Kristof Hopp /  Ingo Kindervater: 21-15 / 21-15
- Albertus Susanto Njoto /  Yohan Hadikusumo Wiratama –  Songphon Anugritayawon /  Nuttaphon Narkthong: 24-22 / 21-23 / 21-14
- Zakry Abdul Latif /  Gan Teik Chai –  Fran Kurniawan /  Rendra Wijaya: 21-16 / 21-17
- Hwang Ji-man /  Jung Tae Keuk –  Chung Chiat Khoo /  Razif Abdul Latif: 21-18 / 21-14
- Cai Yun /  Fu Haifeng –  Chan Peng Soon /  Vincent,So Jie Soon: 21-14 / 21-12
- Rupesh Kumar /  Sanave Thomas –  Mohd Razif Abdul Rahman /  Hiromu Sasaki: 21-17 / 21-19
- Lin Woon Fui /  Fairuzizuan Tazari –  Kok Leong Au /  Hun Pin Chang: 21-15 / 21-8
- Choong Tan Fook /  Lee Wan Wah –  Sun Junjie /  Xu Chen: 21-18 / 21-18
- Janat Chudiev /  Lee Yong-dae –  Patapol Ngernsrisuk /  Sudket Prapakamol: 21-16 / 21-15
- Chew Choon Eng /  Hong Chieng Hun –  Tan Boon Heong /  Hoon Thien How: 25-23 / 21-12
- Chan Chong Ming /  Koo Kien Keat –  Mihail Popov /  Svetoslav Stoyanov: 21-16 / 22-20
- Zakry Abdul Latif /  Gan Teik Chai –  Albertus Susanto Njoto /  Yohan Hadikusumo Wiratama: 21-18 / 18-21 / 21-18
- Cai Yun /  Fu Haifeng –  Hwang Ji-man /  Jung Tae Keuk: 21-16 / 21-10
- Lin Woon Fui /  Fairuzizuan Tazari –  Rupesh Kumar /  Sanave Thomas: 21-10 / 13-21 / 21-16
- Choong Tan Fook /  Lee Wan Wah –  Janat Chudiev /  Lee Yong-dae: 21-17 / 21-18
- Chan Chong Ming /  Koo Kien Keat –  Chew Choon Eng /  Hong Chieng Hun: 21-19 / 21-16
- Cai Yun /  Fu Haifeng –  Zakry Abdul Latif /  Gan Teik Chai: 24-22 / 15-21 / 21-19
- Lin Woon Fui /  Fairuzizuan Tazari –  Choong Tan Fook /  Lee Wan Wah: 21-16 / 21-19
- Chan Chong Ming /  Koo Kien Keat –  Cai Yun /  Fu Haifeng: 21-17 / 23-21
- Chan Chong Ming /  Koo Kien Keat –  Lin Woon Fui /  Fairuzizuan Tazari: 14-21 / 21-11 / 21-17

### Damendoppel
- Chong Sook Chin /  Lim Yin Loo –  Sayali Gokhale /  Aditi Mutatkar: 21-13 / 21-10
- Sathinee Chankrachangwong /  Saralee Thungthongkam –  Fu Mingtian /  Yao Lei: 21-7 / 21-19
- Lena Frier Kristiansen /  Kamilla Rytter Juhl –  Siaw Ling Foo /  Jun Chai Lee: 21-8 / 21-7
- Chin Eei Hui /  Wong Pei Tty –  Hwang Yu-mi /  Kim Min-jung: 21-17 / 21-12
- Endang Nursugianti /  Rani Mundiasti –  Elodie Eymard /  Weny Rasidi: 21-10 / 21-17
- Pan Pan /  Tian Qing –  Joo Yiet Lee /  Tze Ley Tchong: 21-5 / 21-4
- Ikue Tatani /  Aya Wakisaka –  Lim Pek Siah /  Joanne Quay: 18-21 / 21-5 / 22-20
- Nicole Grether /  Juliane Schenk –  Lee Seung-ah /  Jang Soo-young: 21-15 / 21-15
- Mulyadi /  Yu Yang –  Tang Siew Tat /  Tan Wendy: 21-3 / 21-2
- Duanganong Aroonkesorn /  Kunchala Voravichitchaikul –  Fong Chew Yen /  Ooi Sock Ai: 21-17 / 21-12
- Vanessa Neo Yu Yan /  Shinta Mulia Sari –  Ooi Yu Hang /  Wai See Wong: 21-17 / 21-9
- Lee Hyo-jung /  Lee Kyung-won –  Diana Dimova /  Petya Nedelcheva: 21-7 / 21-19
- Mooi Hing Yau /  Matthew Scholes –  Shizuka Matsuo /  Seiko Yamada: w.o.
- Britta Andersen /  Mette Schjoldager –  Lita Nurlita /  Natalia Poluakan: w.o.
- Haw Chiou Hwee /  Anita Raj Kaur –  Ruth Misha /  Saina Nehwal: 21-13 / 21-19
- Gao Ling /  Huang Sui –  Chong Sook Chin /  Lim Yin Loo: 21-4 / 21-8
- Sathinee Chankrachangwong /  Saralee Thungthongkam –  Lena Frier Kristiansen /  Kamilla Rytter Juhl: 26-24 / 10-21 / 21-19
- Chin Eei Hui /  Wong Pei Tty –  Endang Nursugianti /  Rani Mundiasti: 22-20 / 21-14
- Pan Pan /  Tian Qing –  Mooi Hing Yau /  Matthew Scholes: 21-10 / 21-10
- Ikue Tatani /  Aya Wakisaka –  Nicole Grether /  Juliane Schenk: 19-21 / 21-12 / 21-16
- Mulyadi /  Yu Yang –  Haw Chiou Hwee /  Anita Raj Kaur: 21-6 / 21-5
- Duanganong Aroonkesorn /  Kunchala Voravichitchaikul –  Britta Andersen /  Mette Schjoldager: 21-17 / 20-22 / 21-15
- Lee Hyo-jung /  Lee Kyung-won –  Vanessa Neo Yu Yan /  Shinta Mulia Sari: 21-10 / 21-10
- Gao Ling /  Huang Sui –  Sathinee Chankrachangwong /  Saralee Thungthongkam: 21-10 / 21-13
- Pan Pan /  Tian Qing –  Chin Eei Hui /  Wong Pei Tty: 21-7 / 20-22 / 21-18
- Mulyadi /  Yu Yang –  Ikue Tatani /  Aya Wakisaka: 21-8 / 21-10
- Lee Hyo-jung /  Lee Kyung-won –  Duanganong Aroonkesorn /  Kunchala Voravichitchaikul: 17-21 / 21-18 / 21-9
- Gao Ling /  Huang Sui –  Pan Pan /  Tian Qing: 21-11 / 21-10
- Mulyadi /  Yu Yang –  Lee Hyo-jung /  Lee Kyung-won: 21-14 / 21-13
- Gao Ling /  Huang Sui –  Mulyadi /  Yu Yang: 9-21 / 21-16 / 21-17

### Mixed
- Koo Kien Keat /  Wong Pei Tty –  Lee Yong-dae /  Hwang Yu-mi: 21-19 / 21-11
- Mohd Razif Abdul Rahman /  Chong Sook Chin –  Jean-Michel Lefort /  Weny Rasidi: 10-21 / 21-16 / 21-9
- Nuttaphon Narkthong /  Duanganong Aroonkesorn –  Hin Loke Tan /  Joo Yiet Lee: 21-8 / 21-14
- Tan Bin Shen /  Ooi Yu Hang –  Jürgen Koch /  Simone Prutsch: 21-12 / 21-6
- Hwang Ji-man /  Kim Min-jung –  Razif Abdul Latif /  Norshahliza Baharum: 21-12 / 24-22
- Jonas Rasmussen /  Britta Andersen –  Hoon Thien How /  Ooi Sock Ai: 21-11 / 21-16
- Xu Chen /  Yu Yang –  Chung Chiat Khoo /  Haw Chiou Hwee: 21-13 / 21-17
- Sun Junjie /  Tian Qing –  Gan Teik Chai /  Fong Chew Yen: 21-17 / 12-21 / 21-14
- Svetoslav Stoyanov /  Elodie Eymard –  Chin Chuan Jue /  Lim Yin Loo: 21-19 / 21-10
- Zhang Jun /  Gao Ling –  Koo Kien Keat /  Wong Pei Tty: 21-18 / 21-10
- Sudket Prapakamol /  Saralee Thungthongkam –  Mohd Razif Abdul Rahman /  Chong Sook Chin: 21-10 / 21-11
- Jens Eriksen /  Mette Schjoldager –  Nuttaphon Narkthong /  Duanganong Aroonkesorn: 21-16 / 21-13
- Jonas Rasmussen /  Britta Andersen –  Hwang Ji-man /  Kim Min-jung: 21-9 / 21-17
- Xu Chen /  Yu Yang –  Songphon Anugritayawon /  Kunchala Voravichitchaikul: 10-21 / 21-12 / 21-15
- Anggun Nugroho /  Vita Marissa –  Sun Junjie /  Tian Qing: 21-17 / 24-22
- Lee Jae-jin /  Lee Hyo-jung –  Svetoslav Stoyanov /  Elodie Eymard: 24-22 / 21-16
- Tan Bin Shen /  Ooi Yu Hang –  Devin Lahardi Fitriawan /  Tetty Yunita: w.o.
- Zhang Jun /  Gao Ling –  Sudket Prapakamol /  Saralee Thungthongkam: 21-18 / 18-21 / 21-18
- Jens Eriksen /  Mette Schjoldager –  Tan Bin Shen /  Ooi Yu Hang: 21-17 / 21-10
- Jonas Rasmussen /  Britta Andersen –  Xu Chen /  Yu Yang: 21-16 / 21-17
- Anggun Nugroho /  Vita Marissa –  Lee Jae-jin /  Lee Hyo-jung: 21-15 / 23-21
- Zhang Jun /  Gao Ling –  Jens Eriksen /  Mette Schjoldager: 21-15 / 15-21 / 21-18
- Jonas Rasmussen /  Britta Andersen –  Anggun Nugroho /  Vita Marissa: 21-11 / 21-18
- Zhang Jun /  Gao Ling –  Jonas Rasmussen /  Britta Andersen: 19-21 / 21-14 / 21-15